# 地震雲

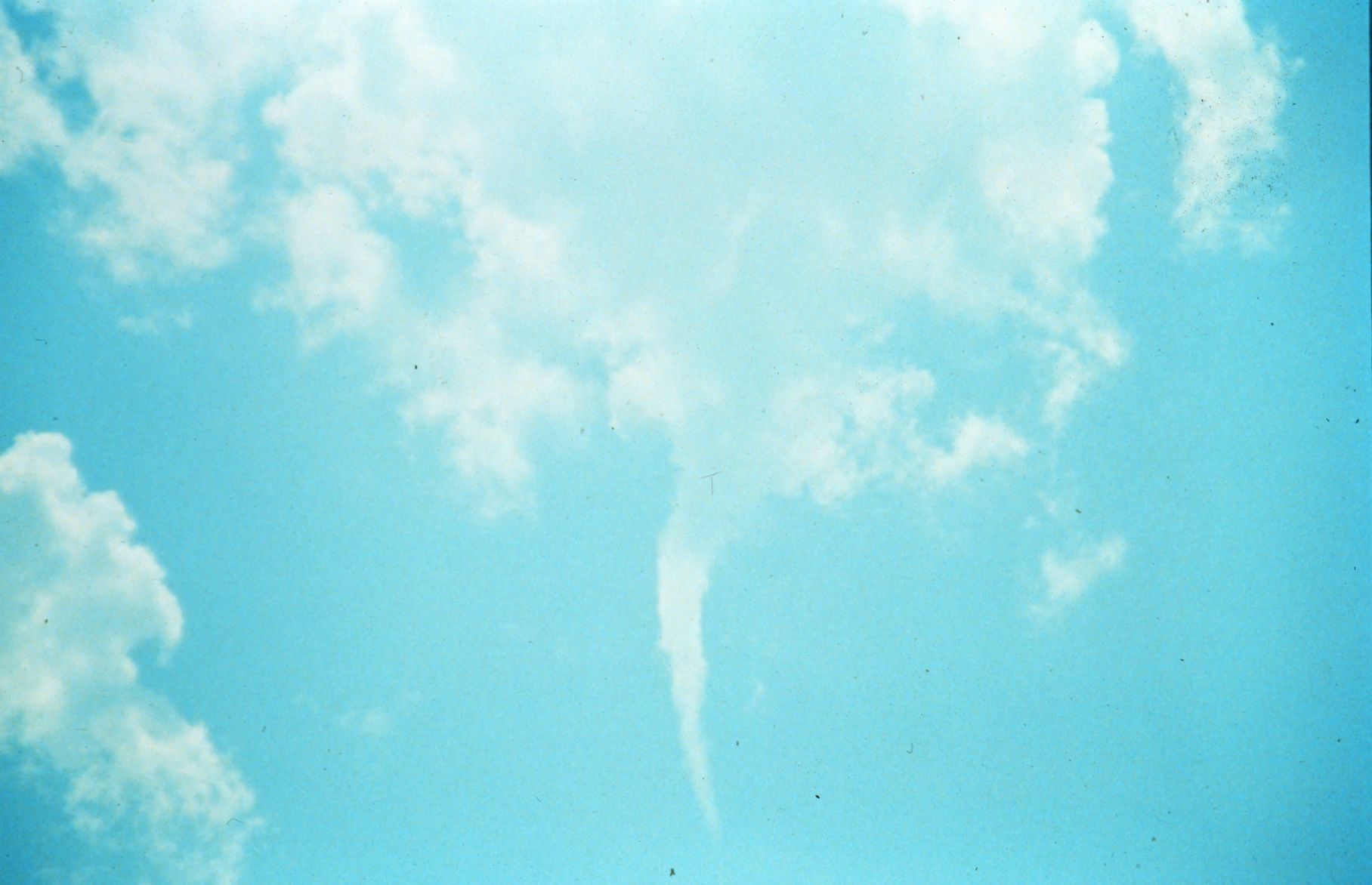
美國德州北部的所谓“地震云”，形狀似漏斗雲

地震云（Earthquake Cloud）是非气象学中云体分类的一种预示地震的云体。到目前为止没有任何证据表明地震能由云体变化而预测，也没有严肃的对“地震云”的分类和界定，故多为民间流传的假说或谣言。

## “地震云”的形成
目前没有一个统一的“地震云”形成理论，只有一些假说。

### 热量学
地震即将发生时，因地热聚集于地震带，或因地震带岩石受强烈引力作用发生激烈摩擦而产生大量热量向上衝擊，这些热量从地表面逸出，使空气增温产生上升气流，这气流于高空形成“地震云”，云的尾端指向地震发生处。

### 电磁学
地震前岩石在地应力作用下出现“压磁效应”，从而引起地磁场局部变化；地应力使岩石被压缩或拉伸，引起电阻率变化，使电磁场有相应的局部变化。由于电磁波影响到高空电离层而出现了电离层电浆浓度锐减的情况，从而使水汽和尘埃非自由的有序排列行成了“地震云”。

### 氧氣順磁性
空氣中的氧氣經過地流磁場變化時，在某個時空會被吸引過去，風潮聚會依據磁場量的大小產生霧氣如同線條或帶狀的雲象（地震大小）。並依電磁向量作用力經驗研判地震方向與作用力距離與時間。

## 从地面上看到的“地震云”

### 外觀
並無确定的形狀，但多數為劃過長空的一絲輕雲，大量小捲雲則佔小數。
“地震云”大致分为四种：
- 横条状的云，一般都是单条出现。这种云很像飞机飞过之后留下的痕迹，所以又有人叫做飞机云。
- 成波浪状或者放射状的云。
- 垂直的像龙卷风一样，或者像无风时垂直向上的烟柱一样的云。
- 固体形状的大块的或者团状的云。

## 从卫星云图上看到的“地震云”
卫星云图出现之后，一些爱好者开始将寻找“地震云”的目光拓展至卫星云图。中国“地震云”爱好者寿仲浩等发现了在地震前短期临震期时，在卫星云图上，未来震中附近会出现异常的特征。

### 总结出的“特点”
1. “地震云”的形态大小越大，所预示的地震震级越大[1]；

### 种类
形状多种多样：
- 长条云：形状是一根长条形的云[2]
- 尾巴云：云的形状象尾巴[1]
- 涡旋云：云的形状象漩涡[1]
- 豆状云：云的形状象豆[1]
- 蜂窝云：云的形状象蜂窝[1]
- 串珠云：云的形状象串珠[1]
- 环形云：云的形状象环形[1]
- geothermal eruptions：异常的无云区[2]

## 争议
西元前四紀，亚里士多德認為地震的成因和風有直接的關聯，地震前會觀測到氣象異常的說法因此而生。然而，目前地球科學界普遍認為地震是由地殼破裂所造成，“地震云”的說法未獲得大部份人所接納。美國地質調查局更直接表明地質現象雖能影響天氣，但卻必須歷時百萬年，且是在地震發生後，而非發生前，认为这种形状的云的出现与地震没有特殊联系。因为地震在地球上发生的频率是很高的，只是许多震级很低因而无法感受，所以任何时间都可能会有地震发生，因而不存在某些特殊现象为地震前兆。
对于卫星云图上的“地震云”，中国气象局局长郑国光认为：“地震是固态地理的现象，现在没有充分的事实证明地震与天气二者间有内在关联性。到目前为止，除了事后分析之外，还没有真正的证据证明可以通过卫星云图来预测地震的发生。”

## 链接
- （英文）地震预测主页——地震云和短期预测（页面存档备份，存于）
- 地震雲（页面存档备份，存于）